# Rönndyna
Rönndyna (Biscogniauxia repanda) är en svampart som först beskrevs av Elias Fries, och fick sitt nu gällande namn av Carl Ernst Otto Kuntze 1891. Rönndyna ingår i släktet Biscogniauxia och familjen kolkärnsvampar.  Arten är reproducerande i Sverige. Inga underarter finns listade i Catalogue of Life.